# 纳里安-马尔联合航空中队1095/1096号班机坠毁事故
纳里安-马尔联合航空中队1095/1096号航班是一班从乌斯卡拉简易机场飞往卡拉塔伊卡机场的定期客运航班。
一架由纳里安-马尔联合航空中队运营的安东诺夫安-2R在机身严重结冰和低能见度条件下坠毁，距离俄罗斯的卡拉塔伊卡约10公里。机长和一名乘客在事故中死亡。
这架飞机从纳里安-马尔机场（NNM）到乌斯卡简易机场，再经卡拉塔伊卡返回。13:20，飞机从乌斯卡起飞，飞往卡拉塔伊卡。由于恶劣的天气条件，该航班无法在那里降落，而是前往瓦兰代机场备降。飞机在不久后坠毁。